# Cathédrale Sainte-Thérèse-de-Lisieux de Hamilton
Pour les articles homonymes, voir Cathédrale Sainte-Thérèse.
La cathédrale Sainte-Thérèse-de-Lisieux, souvent appelée la Sainte-Thérèse-de-la-Petite-Fleur ou, plus généralement, la cathédrale Sainte-Thérèse, est une cathédrale catholique située à Hamilton, dans les Bermudes. Elle est le siège du diocèse de Hamilton aux Bermudes.

## Historique
Le catholicisme, ainsi que toute autre dénomination ne faisant pas partie de l'Église anglicane et de confessions non chrétiennes, a été interdit aux Bermudes, à partir du moment de la colonisation (1609 à 1612). Le droit de vote des catholiques en Grande-Bretagne et dans les colonies a suivi l’incorporation du Royaume d’Irlande dans le Royaume de Grande-Bretagne pour former le Royaume-Uni de Grande-Bretagne et d’Irlande en 1801. Le Roman Catholic Relief Act 1829 a autorisé les catholiques britanniques et irlandais à siéger au Parlement.

## Description
Aux Bermudes, des églises presbytériennes et méthodistes opéraient aux côtés de l'Église anglicane. La loi des Bermudes autorisait toute église ayant une existence légale au Royaume-Uni à l'être dans la colonie. Bien que l'Église catholique ait commencé à fonctionner ouvertement aux Bermudes au XIXe siècle, ses prêtres n'étaient pas autorisés, au début, à organiser des baptêmes, des mariages ou des funérailles. Avec un grand nombre de soldats catholiques, notamment irlandais, servant dans la garnison des Bermudes, les premiers offices catholiques furent conduits par des aumôniers de l'armée britannique au XIXe siècle. La Mount Saint Agnes Academy, une école privée gérée par l'Église catholique et située à proximité de la cathédrale, a ouvert ses portes en 1890 à la demande des officiers du 86e Régiment de fantassins (Royal County Down) (affecté aux Bermudes à partir de 1880 à 1883), qui avait demandé à l'archevêque de Halifax, en Nouvelle-Écosse, une école pour les enfants des soldats catholiques irlandais,. Le nombre de catholiques a également commencé à augmenter à partir des années 1840 grâce à l'immigration des ouvriers des îles portugaises, telles que les Açores. Aujourd'hui, les Portugais-Bermudiens représentent au moins dix pour cent de la population et l'Église catholique est la deuxième dénomination en importance, avec quinze pour cent de la population (l'Église anglicane est la plus grande, avec vingt-trois pour cent, alors que toutes les églises protestantes réunies représentent, ensemble, cinquante-deux pour cent),.
La cathédrale a été consacrée en 1932, après avoir été construite sur Cedar Avenue, à Hamilton, sur un terrain obtenu en 1915 par le père Isaac Comeau. Elle est ensuite devenue une cathédrale lors de la création du diocèse de Hamilton aux Bermudes en 1967.

## Architecture
Elle a été construite dans un style rappelant l'architecture ibérique, plutôt que celle de l'architecture traditionnelle bermudienne ou le style néo-gothique de la cathédrale anglicane de la Très-Sainte-Trinité. Elle a été nommée en l'honneur de sa patronne, sainte Thérèse de Lisieux, surnommée la petite fleur de Jésus.